# Seminario maggiore di Bressanone

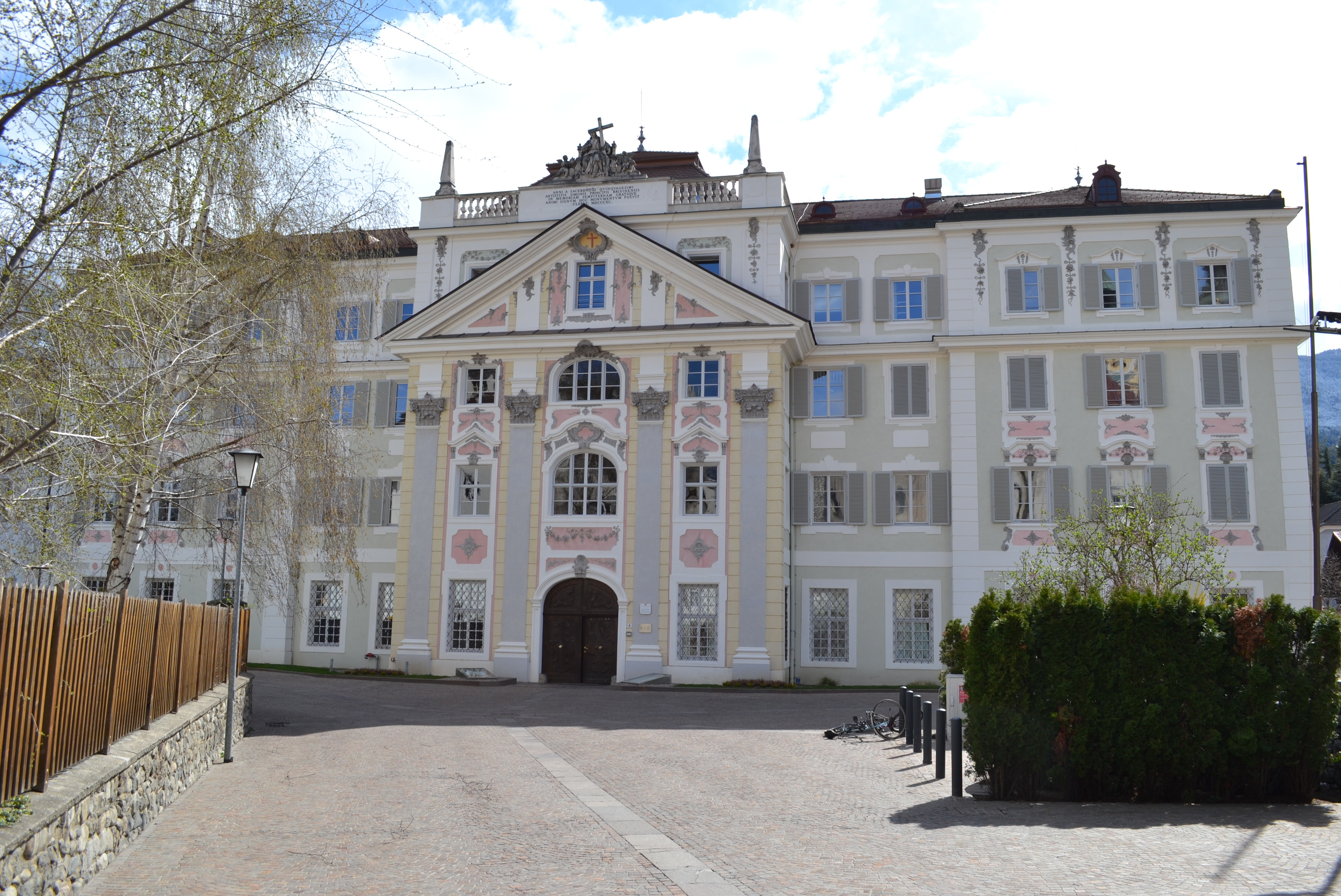
La facciata del seminario dalla piazza Seminario

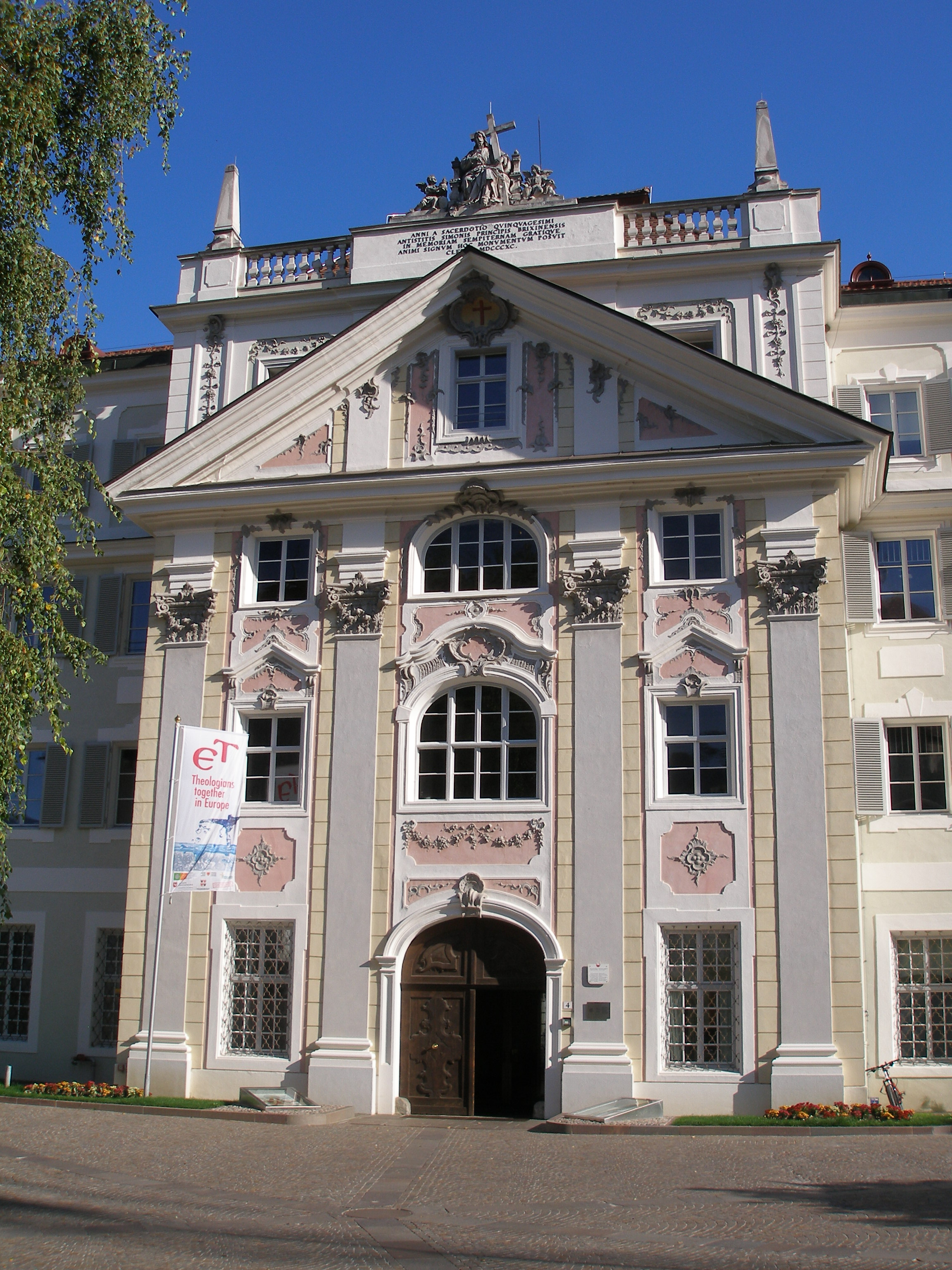
Parte centrale della facciata.

Il seminario maggiore vescovile di Bressanone è,  assieme al seminario minore, l'istituzione della diocesi di Bolzano-Bressanone per la formazione dei futuri presbiteri per il servizio nella stessa diocesi.  È anche sede dello Studio teologico accademico Bressanone e dell'annessa biblioteca. Il seminario minore, pur mantenendo formalmente questa funzione, è oggi la scuola pubblica Vinzentinum.

## Storia

### L'ospizio per pellegrini
Nel 1157 il canonico Richer von Hohenburg fece erigere un ospizio per pellegrini sull'insula Sanctae Crucis, un isolotto tra l'Isarco e un antico canale (oggi interrato). Bressanone era posta sulla strada che dal Brennero nonché dalla Val Pusteria si dirigeva verso sud. In quest'epoca e soprattutto poco dopo, nel contesto delle crociate, intensamente percorsa da pellegrini in entrambe le direzioni. La chiesetta circolare dedicata alla Santa Croce fu consacrata nel 1157 dal vescovo Hartmann. La chiesetta aveva un diametro di 9 metri. Con la riduzione del fenomeno dei pellegrinaggi l'ospizio assunse la funzione di ospedale. Oltre a numerose catastrofi naturali fu saccheggiato da bande ribelli durante la guerra dei contadini tedeschi, il che lo ridussero ad uno stato pietoso. Il 31 maggio 1721 fu venduto al principe vescovo Kaspar Ignaz von Künigl.

### Il seminario
La storia di ogni seminario inizia col concilio di Trento tenutosi dal 1545 al 1563. Esso sottolineò l'importanza della formazione del clero e d'istituire luoghi ove essi potessero usufruire di un'adeguata formazione in filosofia e teologia. L'allora diocesi di Bressanone fondò già nel 1607 un seminario la cui sede si trovava dove attualmente è presente la struttura nota come "Cassianeum". Nel 1721 il principe vescovo Kaspar Ignaz von Künigl zu Ehrenburg comprò al capitolo del Duomo, l'insula Sanctae Crucis ma solo quarant'anni dopo, sotto il principe vescovo Leopold Maria Joseph von Spaur nel 1764, si pose la prima pietra per avviare un lavoro di ristrutturazione che lo porterà alla forma attuale sul disegno di Georg Tangl. L'obiettivo di questi era creare un piccolo Escorial, che se non lo imita nello stile lo imita nella disposizione degli elementi e delle parti dell'edificio, nonché nei simbolismi. 
Il canale che circondava l'insula Sanctae Crucis fui interrato solo recentemente. Questo canale era superato con un ponticello che collegava pertanto la piazzetta antistante al seminario con il portone d'ingresso. La presenza di questo ponticello diede origine ad una espressione diffusa localmente per indicare la decisione di entrare in seminario; ossia "attraversare il ponticello", in dialetto tedesco sudtirolese: "Übers Brüggele gehen". Da qui deriva anche il nome della rivista annuale del seminario: Übers Brüggele. Nel seminario si formò, nel 1870, il primo gruppo nazionalistico ladino. Denominato Naziun Ladina, più conosciuto con la denominazione inizialmente scherzosa La Gran Naziun. Fondato da seminaristi ladini tra i quali anche san Josef Freinademetz.
Un cambio radicale nella struttura interna del seminario avvenne nel 1964 quando, con il riordinamento dei confini diocesani, ebbe per la prima volta tra le sue mura anche una massiccia presenza di seminaristi di madre lingua italiana, passando così da monolingue a bilingue. Inoltre va ricordato la sempre considerevole presenza di ladini (provenienti da tutte e cinque le valli ladine).
Negli anni settanta si ebbe un calo notevole del numero di seminaristi.
Nel 1976 l'istituto teologico, finora facoltà riservata ai seminaristi, aprì le sue porte anche a corsi per la formazione degli insegnanti di religione e per diversi servizi pastorali divenendo così uno dei pochi casi in Italia dove donne e uomini non indirizzati al sacerdozio studiano nel seminario stesso. Inoltre nella sede del seminario vennero ad installarsi anche la Scuola diocesana di musica sacra.

## Sede
L'edificio è di forma quadrangolare. Sul lato nord si apre il portone d'ingresso e la facciata nello stile dell'epoca. Al di sopra dell'entrata è sita la biblioteca antica. Simboleggiando così l'importanza di passare sotto alla scienza prima di raggiungere il cortile interno dove si affaccia la facciata interna e il campanile della chiesa della Santa Croce, che dell'intera struttura è il cuore. La struttura stessa richiama il motto del seminario Pietas et Scientia (devozione e scienza), rappresentate rispettivamente dalla biblioteca e dalla chiesa. Alla pietà si accede attraverso la scienza. Dal lato orientale si prolunga l'edificio che ospita la cappella e le aule dello Studio teologico accademico.

### Chiesa della Santa Croce
La chiesa che si affaccia sul cortile interno è il cuore dell'intera struttura. La facciata segue i canoni propri del barocco di moda nel Tirolo dell'epoca. Una grande timpano sorretto da colonne sovrasta una grande nicchia. Il tutto è coronato dal campanile con la cuspide "a cipolla”.
L'interno ad unica navata, opera di Franz Singer, presenta una decorazione a stucco e affreschi di Franz Anton Zeiller. Il coro, presenta due piani. All'entrata sono poste due colonne che richiamano le due presenti anche nella biblioteca (pietas et scientia). Una Via Crucis è disposta in modo insolito: la dodicesima stazione, che rappresenta il Cristo crocifisso, è infatti l'altare maggiore stesso.
Gli affreschi dello Zeiller sono precedenti a quelli della biblioteca e pertanto al 1772. Nella semicupola sovrastante l'altare è raffigurato l'imperatore Eraclio I di Bisanzio che riporta la Vera croce a Gerusalemme dopo averla sottratta ai persiani di Cosroe II. Nella cupola principale è rappresentato il ritrovamento della Croce da parte di sant'Elena. In entrambi gli affreschi alcuni elementi plastici debordano fisicamente dalla cornice. Nella volta che sovrasta il coro è infine dipinta l'Esaltazione della Santa Croce venerata dai santi diocesani e non.
Nella chiesa diverse lapidi commemorano personaggi illustri del seminario. Una piastra bronzea sul pavimento davanti al presbiterio segnala la tomba del canonico, poi vescovo, Richer von Hohenburg, fondatore dell'ospizio per i pellegrini.

### Biblioteca antica

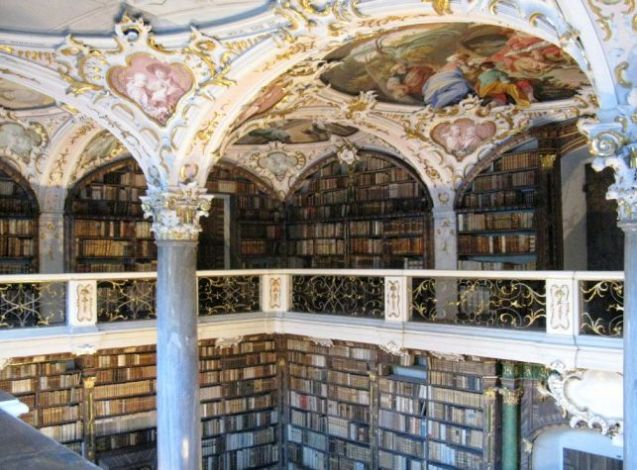
La biblioteca antica

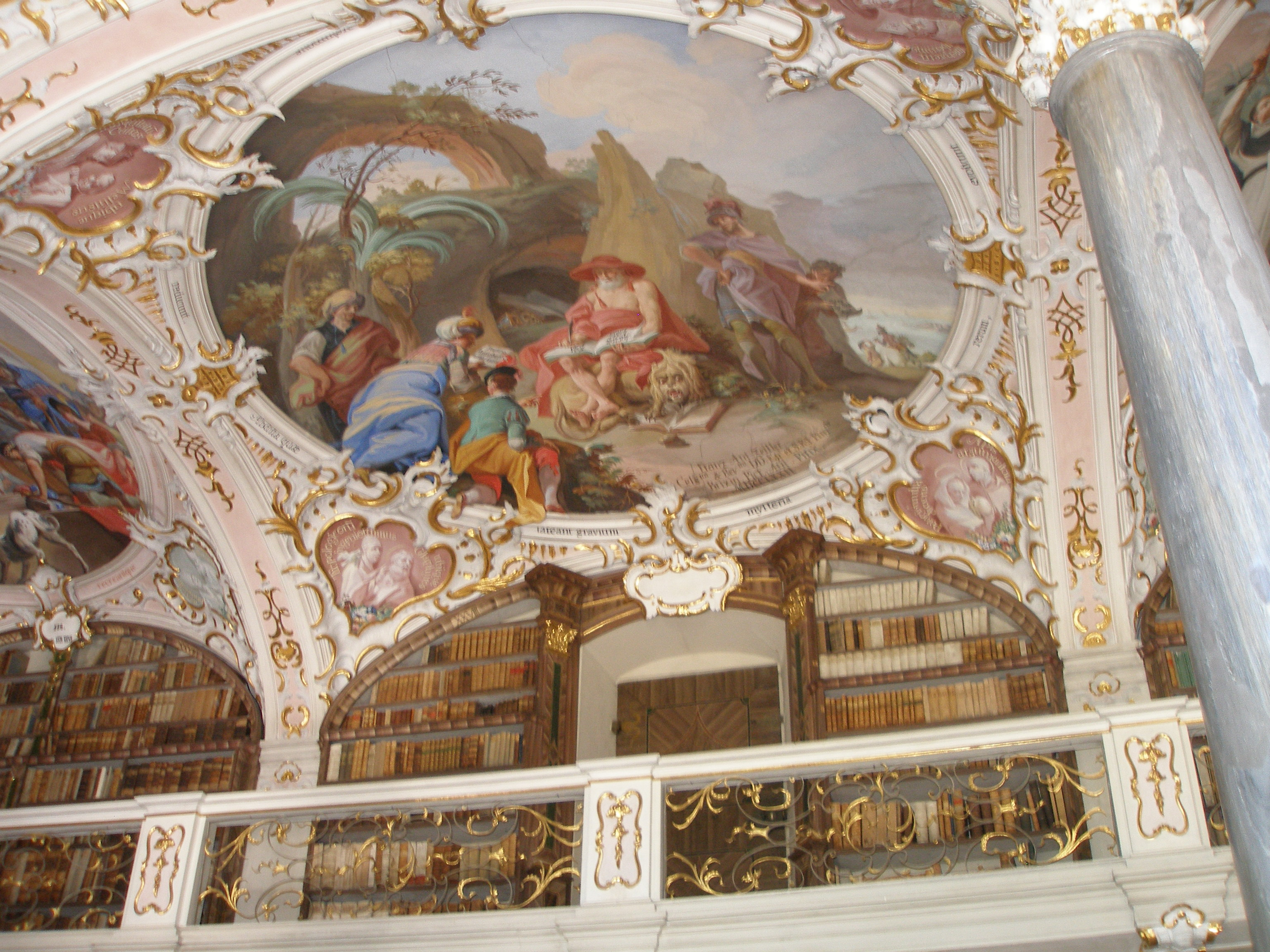
La volta della biblioteca antica

Di fronte alla chiesa e al di sopra dell'entrata si trova la grande biblioteca antica, chiamata anche "biblioteca barocca". La sala misura 11 x 9 metri e comprende due piani. La volta è sostenuta da due colonne ed è divisa in sei cupole affrescate da Franz Anton Zeiller e adornata da abbondanti stucchi. In corrispondenza del piano superiore, al quale si accede tramite una scala a chiocciola, corre una balaustra riccamente adornata.
Le sei cupole raffigurano, in ordine est-ovest, nord-sud:
- l'omiletica nella figura di sant'Ambrogio;
- la biblistica nella figura di san Girolamo;
- il diritto canonico nella figura di san Raimondo di Peñafort;
- l'apologetica nella figura di sant'Agostino d'Ippona;
- la mistica nella figura di vari santi mistici in colloquio;
- la dogmatica nella figura di san Giovanni da Kęty che contempla l'apoteosi di san Tommaso d'Aquino.

Ogni medaglione è circondato da quattro pennacchi, al cui interno sono raffigurati due personaggi particolarmente legati a quella disciplina. La data di conclusione dei lavori è il 1772.
Nel medaglione che raffigura San Girolamo, nella biblioteca antica (quello immediatamente sopra l'entrata) appare la figura di un leone, attributo del santo, con un muso che richiama i tratti a modo di caricatura del principe vescovo Leopold Maria Joseph von Spaur. Probabilmente una piccola rivincita da parte del Zeiller per i continui ritardi del vescovo nei pagamenti.
La biblioteca conserva tuttora intorno 20.000 volumi che spaziano per diversi secoli; ma non svolge più le sue funzioni. Viene usata occasionalmente per concerti. Non è aperta al pubblico ma è visitabile su richiesta.

### Biblioteca nuova
Nel 1989 iniziarono i lavori per l'ampliamento dello Studio teologico e della biblioteca conclusisi nel 1990. La biblioteca è specializzata per lo studio della teologia e della filosofia. Attualmente il patrimonio comprende circa 145.000 volumi e circa 300 riviste scientifiche compresi quotidiani e settimanali.

### Cappella
Nell'anno 1994 la cappella presente al secondo piano nell'ala orientale, subì un nuovo riadattamento. Oggi si presenta come un ampio e luminoso salone con panche disposte a semicerchio attorno all'altare. Dedicata a san Giuseppe Freinademetz e ai beati Otto Neururer e Carl Lampert. L'affresco dietro l'altare, opera di Veronika Maria Steiner, rappresenta astrattamente la Pentecoste.
La statua di terracotta che rappresenta la Madonna col Bambino, come anche la Via Crucis sono opere di Maria Delago, mentre i quadri, che rappresentano i beati Otto Neururer e Carl Lampert, sono dell'artista Annelies Frenes Hitthaler.

## Persone legate al seminario
Oltre i numerosi vescovi e illustri prelati che hanno studiato qui ricordiamo:
- Hartmann di Bressanone (1090-1164), beato, vescovo di Bressanone, fondatore dell'Insula Sanctae Crucis, sepolto nella cappella del seminario;
- Josef Freinademetz (1852 – 1908), santo, sacerdote missionario;
- Otto Neururer (1882 – 1940), beato, sacerdote e martire;
- Carl Lampert (1894 – 1944), beato,  sacerdote e martire;
- Benedetto XVI (1927 – 2022), papa, qui alloggiò sia come papa che da cardinale;
- Ivo Muser (1962), ex rettore e ora vescovo di Bolzano-Bressanone;
- Michele Tomasi (1965), ex rettore e ora vescovo di Treviso.